# Un si beau couple
Pour plus de détails, voir Fiche technique et Distribution.
Un si beau couple (Das schönste Paar) est un dramatique allemand écrit et réalisé par Sven Taddicken et sorti en 2018.
Le film est présenté en première le 9 septembre 2018 au Festival international du film de Toronto. Il est ensuite projeté dans divers festivals de cinéma et sort le 2 mai 2019 dans les cinémas allemands. Le 28 mars 2022, il est diffusé sur ARD.

## Synopsis
Malte et Liv Brinkmann, deux professeurs, forment un couple amoureux. Alors qu'ils sont en vacancese à Majorque, tous deux sont agressés par trois jeunes dans leur appartement de vacances. Malte est assommé et Liv est violée devant ses yeux.
Malte tente de réprimer l'incident tout en augmentant sa défensive grâce à des cours de boxe tandis que Liv suit une thérapie. Deux ans après l'agression, dans un snack de Cologne, Malte rencontre par hasard le violeur de sa femme, Sascha. Il le suit, lui et sa petite amie, mais perd leur trace sur le quai. Sa concentration d'enseignant en souffre, de vieilles blessures se rouvrent. Malte passe des jours sur le quai jusqu'à ce qu'il redécouvre le bourreau et le suit jusqu'à son appartement. En l'absence de Sascha, il défonce la porte de son appartement et découvre qu'il mène une vie ordinaire, a une petite amie et travaille dans un grand magasin de bricolage.
Sasha arrive et se tient devant la porte. Il reconnaît Malte et s'enfuit mais Malte le rattrape et le bat. Sascha menace que si Malte ruine sa vie, il le tuera. Le fardeau émotionnel de Malte n'est pas caché à Liv. Quand il en parle à Liv, elle ne veut plus revivre sa souffrance et lui demande d'arrêter. Cependant, Malte ne peut pas simplement oublier et réprimer le passé, ce qui met à rude épreuve sa relation avec Liv. Même un avocat leur donne peu d'espoir d'une condamnation et d'une peine sévère après deux ans.
Malte rend visite à l'amie de Sascha, Jenny, qui travaille comme serveuse dans un bar karaoké. Il lui raconte le viol de sa femme par son petit ami. Jenny confronte Sascha aux accusations, qui rend ensuite visite à Liv dans l'appartement du couple et la menace. Malte, furieux, veut enfin clarifier l'affaire et se rend avec Liv jusqu'à l'appartement de Sascha. Mais ils ne le trouvent pas et vont au bar où Jenny travaille; Sascha y attaque Malte par derrière avec un couteau. Sascha s'enfuit dans la rue, Malte le rattrape et commence à l'étrangler, mais est stoppé au dernier moment par la persuasion de Liv. Lorsque Sascha dit qu'il n'a aucune raison de s'excuser, Liv est bouleversée, attrape le couteau et poignarde Sascha au torse. Néanmoins, Malte et Liv décident de conduire Sascha à l'hôpital, où sa vie est sauvée.
Chez eux, Malte et Liv expriment alors leur frustration et leur soulagement en démolissant en riant leur appartement.

## Fiche technique
- Titre original : Das schönste Paar
- Titre français : Un si beau couple
- Réalisation : Sven Taddicken
- Scénario : Sven Taddicken
- Photographie : Daniela Knapp (de)
- Montage : Andreas Wodraschke
- Musique : Éric Neveux
- Costumes : Genoveva Kylburg
- Production : Sol Bondy, Ilann Girard, Jamila Wenske
- Pays de production : Allemagne
- Langue originale : allemand
- Format : couleur
- Genre : dramatique
- Durée : 97 minutes
- Dates de sortie :
  - Canada : 9 septembre 2018 (Festival international du film de Toronto)
  - Allemagne : 29 septembre 2018 (Hamburg Film Festival)
  - Belgique : 18 février 2019 (Festival du film d'amour de Mons)

## Distribution
- Luise Heyer : Liv Brinkmann
- Maximilian Brückner : Malte Brinkmann
- Leonard Kunz (de) : Sascha
- Julius Nitschkoff (de) : Janko
- Oskar Bökelmann (de) : Karl
- Hannah Schiller (de) : l'étudiante Lydia
- Jakob Schmidt (de) : l'étudiant Hendrik
- Vivien Sczesny (de) : l'étudiante Clara
- Susanne Sachße : thérapeute
- Aurel Manthei : Ben
- Christoph Fröhlich : percussionniste Dirk
- Orhan Kilic : vendeur de shawarma
- Jasna Fritzi Bauer : Jenny

## Critique
« Der Film erspart in den ersten zehn Minuten dem Zuschauer nicht. »
— Michael Ranze

« Le film n’épargne pas le spectateur pendant les dix premières minutes. »
— programmkino.de
« Maximilian Brückner überzeugt, weil er Malte in seiner ganzen menschlichen Überforderung zeigt. Luise Heyer wiederum muss nach ihren Rollen in ‘Jack’, ‘Härte’ und ‘Fado’ schon als Expertin für verletzte Seelen gelten; jüngst verkörperte sie im Publikumserfolg ‘Der Junge muss an die frische Luft’ die depressive Mutter Hape Kerkelings. »
—  Spiegel Online

« Maximilien Brückner convainc parce qu’il montre Malte dans toute sa surcharge humaine. Luise Heyer, quant à elle, doit déjà être considérée comme une experte des âmes blessées selon ses rôles dans Jack, Härte et Fado ; plus récemment, elle a incarné la mère dépressive de Hape Kerkeling dans le succès du public Der Junge muss an die frische Luf. »

## Récompenses et distinctions
- Prix Bambi 2019 : Prix national de l'actrice : Luise Heyer pour Das schönste Paar et Der Junge muss an die frische Luft (de)
- Prix du cinéma allemand 2019 : Nomination pour le meilleur rôle principal féminin pour Luise Heyer
- Achtung Berlin FILM AWARD 2019 : Prix du meilleur acteur pour Leonard Kunz dans Das schönste Paar

- (en) Un si beau couple: Awards, sur l'Internet Movie Database